# 恋はDeepに
『恋はDeepに』（こいはディープに）は、2021年4月14日から6月9日まで日本テレビ系「水曜ドラマ」で放送されていた徳尾浩司・脚本によるテレビドラマ。主演は石原さとみと綾野剛。
2021年6月16日には、海音と倫太郎が別れてから再会するまでの3年間を描く『恋はもっとDeepに - 運命の再会スペシャル - 』（こいはもっとディープに うんめいのさいかいスペシャル）が放送された。

## キャスト

### 主要人物
渚海音（なぎさ みお）〈33〉
演 - 石原さとみ
主人公。海洋学者の女性。鴨居研究室に所属する。海の生き物に詳しく、なんでも魚にたとえて話をする。プラスチックゴミなどにより海が汚れる事を嘆いており、蓮田トラストが進めるマリンリゾート開発を阻止したいと考えている。水生生物と会話し意思疎通を図ることが出来る。母の死因を自分のせいだと感じている倫太郎に、自身が星ヶ浜の海で生まれたこと、そして身体の性質上人間界には長くいられないことを明かした。
身体の性質上、鴨居家にいるときは多数の加湿器をフル稼働させて体表面を保湿し、陸上で疲れやすい足を氷水で冷やしている。また、わかめ等の海藻を好む。
発表した海洋環境の保護を訴える論文が評価され国際海洋会議からニューヨークでの講演のオファーが届くが、経歴詐称の問題で大学を除名処分となり研究室を去り、年に一度のスーパームーンの夜に星ヶ浜の海に帰る。
蓮田倫太郎（はすだ りんたろう）〈35〉
演 - 綾野剛（幼少期：上野山夢輝）
巨大不動産企業「蓮田トラスト」の御曹司。蓮田三兄弟の次男。父・太郎が体調不良と聞かされロンドンのコンサルを辞め帰国。家業のマリンリゾート開発事業を任され、星ヶ浜に夢だった海中展望タワーの建設に尽力する。英語だけでなくフランス語にも堪能。
当初はマリンリゾート開発によって星ヶ浜の自然環境が脅かされることを危惧する海音と衝突することが多かったが、プライベートでのダイビングの最中に起きたアクシデントで溺れかけた所を海音に救われてから、徐々に彼女を異性として認識するようになる。また、環境保護を意識する海音の意見にも耳を貸すようになり、彼女の正体を知った後も、仕事を抜け出して遊園地に連れていくなど良好な関係を続けている。
過去に捕らわれ海中展望タワーの建設に注力していたが、過去ではなく今の自分にとって大切な人を幸せにすることが大事だと気付きタワー建設を取りやめる。
海音が車に轢かれそうになったのを助けた際に頭を打ち付けたショックで内部出血が進み倒れてしまい、予断を許さない状況となるが回復、海音が星ヶ浜の海に帰るのを見送る。その後、海中展望タワーの建設の代わりに海音が提案した「みらい水族館」という海と繋がった水族館の企画を進め、蓮田トラストを退職する。退職後は星ヶ浜にペンション「Marine Sound」を開業し、併設する海の家で海音との思い出のスイーツである焼き芋を店頭販売する。そして海音が海に帰ってから3年後、星ヶ浜に現れた海音と再会する。

### 鴨居研究室
芝浦海洋大学・海洋学術センターの研究室。
鴨居正（かもい ただし）〈58〉
演 - 橋本じゅん
研究室室長。教授。独身。海音の正体を知った最初の人物。
2年前、星ヶ浜のリゾート開発のための水質調査を光太郎から依頼され、資金難だった研究室への寄付金を期待して調査結果を蓮田リゾートが求める数値に書き換える偽装を行ってしまう。
その後の、9か月前のある雨の日、星ヶ浜の海岸で気を失って倒れていた海音を保護し、同居を始める。海音の星ヶ浜に対する思いを受け、数値偽装に加担した自責の念から、「渚海音という名の自分の姪で、ベトナムのダナン海洋大学で研究チームに参加していた」という架空の経歴を海音に設定し1年間限定の特任研究員に起用する。
海音が研究室を去ることが決まるが、蓮田トラスト名義で榮太郎から3億5000万円の寄付金の資金提供を受け、資金難を免れる。
宮前藍花（みやまえ あいか）〈26〉
演 - 今田美桜
特任研究員。海音の良き理解者。
蓮田トラストの星ヶ浜でのリゾート開発に海音が関わったことを切っ掛けに榮太郎と出会い、彼と恋人同士になる。
海音が星ヶ浜の海に帰ってから彼女の後を引き継ぎ、蓮田トラストのリゾート開発における海洋環境に関するアドバイザーに就任する。
染谷醍醐（そめや だいご）〈40〉
演 - 高橋努
教授。専門は魚類生態学。
海音が研究室を辞めることになり、彼女がオファーを受けていたニューヨークで行われる国際海洋会議の講演に海音から頼まれ英語が苦手だが椎木と共に代理で講演することになる。
椎木拓真（しいき たくま）〈40〉
演 - 水澤紳吾
准教授。専門は海洋再生可能エネルギー。研究室に住み着いている。フランス語に堪能。
S計画（深海未来都市計画）実現のため榮太郎と裏で結託し「蓮田トラスト」の株式買い取りに暗躍する。
経歴不詳の海音の存在に疑問を抱き正体を突き止めようとしていたが、海音が自ら経歴詐称を告白すると「渚海音は本物の研究者だ」と彼女を擁護する。
海音が研究室を辞めることになり、彼女がオファーを受けていたニューヨークで行われる国際海洋会議の講演に人前が苦手だが海音から頼まれ染谷と共に代理で講演することになる。
海音がいなくなってから3年後、教授に就任している。

### 蓮田家
蓮田光太郎（はすだ こうたろう）〈39〉
演 - 大谷亮平（幼少期：長野蒼大）
倫太郎の兄。蓮田三兄弟の長男。「蓮田トラスト」専務。次期社長候補。東大卒。弟・倫太郎と幼少期から確執があり、倫太郎の海中展望タワー建設に横槍を入れる肚づもりで、建設に反対する海音をアドバイザーという名目でリゾート開発のスタッフに招聘する。
星ヶ浜のリゾート開発を進める裏にはレアメタルをはじめとする海底資源の開発を見据えており、2年前の水質調査の数値改ざんで良心の呵責に苛まれた鴨居が再調査を訴えるが、週刊誌の記者を使い海音の経歴スキャンダルで騒ぎを起こし鴨居研究室を環境対策の監査から外そうとする。しかし、後に自身の考えの過ちを認め、その事を倫太郎に謝罪する。
海音がいなくなってから3年後、社長に就任している。
蓮田榮太郎（はすだ えいたろう）〈29〉
演 - 渡邊圭祐（幼少期：岩川晴）
倫太郎の弟。蓮田三兄弟の三男。「蓮田トラスト」リゾート開発本部社員。東大卒。会社にはコネで入社する。次兄・倫太郎と長兄・光太郎とは、中立の立場で平等に接している。
香港の投資会社「ダニエル･カッパー」に買い集めた個人所有する「蓮田トラスト」の株式を売り払い、「蓮田トラスト」の新たな経営陣として取締役に推薦させ経営に介入し、星ヶ浜のリゾート開発を白紙撤回させ、深海未来都市計画（略称：S計画）を提案する。
海音が海に帰ってから1年後、蓮田トラストを退社し、自身の会社を立ち上げている。
蓮田太郎（はすだ たろう）〈70〉
演 - 鹿賀丈史
蓮田三兄弟の父。「蓮田トラスト」会長兼社長。
海音がいなくなってから3年後、経営を退き、世界中のリゾートを視察する旅に出る。

### 蓮田トラスト
巨大不動産企業。リゾート開発事業に注力している。
鶴川優作（つるかわ ゆうさく）〈35〉
演 - 藤森慎吾（オリエンタルラジオ）
広報部。倫太郎の学生時代からの親友。
ダナン海洋大学に留学経験があり、大学が内地に移転しキャンパスがビーチから遠くなっていたと海音の発言が矛盾していることを倫太郎に気付かせる。
山内可憐（やまうち かれん）〈28〉
演 - 筧美和子
リゾート開発本部企画支援課。専務の光太郎に想いを寄せている。
風間みどり（かざま みどり）〈48〉
演 - 松熊つる松
リゾート開発本部企画支援課・課長。勤続20年のベテラン社員。

### その他
Mr.エニシ（ミスター エニシ）〈30〉
演 - 福山翔大
YouTuber。地元の星ヶ浜の様子を中心に「エニシチャンネル」で動画配信している。海音が出演した動画がバズったことから、彼女を付け回し盗撮するなど何とか「エニシチャンネル」に登場させようと画策する。海音から間違って「タニシさん」と呼ばれている。「たそがれTV」のレポーターも務めている。
海音から頼まれ彼女が海洋環境の保護を訴える様子をYouTubeにアップし、その動画が世界的な歌手・レミィ･ララの目に留まり海音の訴えに賛同するメッセージが発信され、世界中から賞賛される切っ掛けを作る。
海音がいなくなってから3年後、蓮田トラストに就職し、広報部で鶴川の部下となる。
ウツボ
声 - 若本規夫
鴨居家の水槽で飼われているウツボ。海音に「君がここにいられるのは、あと3ヶ月なんだろ?」と意味深な言葉をかける。海音が星ヶ浜の海岸に現れた時、彼女にくっついていたため鴨居家で飼われることになった。
蓮田有沙（はすだ ありさ）
演 - 霧島れいか
蓮田三兄弟の母親。25年前、星ヶ浜の海岸でビーチボールで遊んでいた倫太郎と光太郎が目を離した僅かな間に海難事故に遭い亡くなってしまい、母の事故死の原因を倫太郎と考える光太郎が彼に対して反目することとなる。

### ゲスト
第1話
ミノカサゴ
声 - 高山みなみ
芝浦テレビの水槽で飼われているミノカサゴ。海音から海中展望タワー開発による環境破壊の愚痴を聞かされる。
ハッピー岡田
演 - 吉田ウーロン太（第3話・第7話）
芝浦テレビの情報番組「たそがれTV」の司会者。
米山綾子
演 - 川口果恋（第3話・第7話）
「たそがれTV」のアシスタントをする芝浦テレビの女子アナ。
カニ
声 - 高山みなみ
海音に星ヶ浜の海でダイビングしていた倫太郎がアクシデントに遭っていることを伝える。

第2話
デイヴィッド･チャン
演 - 小手伸也
世界的なホテルチェーン「ベンジャミン･スターホテル」の会長兼CEO。星ヶ浜へのホテル誘致を光太郎から交渉される。海中展望タワーの建設が星ヶ浜へのホテル開業の条件としている。

第3話
近江谷遥香（おうみや はるか）
演 - 泉里香（第4話・第6話・最終話）
光太郎の元妻。正体が判明するまでは、倫太郎と会った際に親しげにハグをし、子供（颯太）と一緒だったことから、それを目撃していた海音から倫太郎の妻と勘違いされていた。
颯太（そうた）
演 - 志田暁（第4話・最終話）
光太郎と遥香の息子。父・光太郎を尊敬し、彼の様な完璧な男になりたいと光太郎に訴える。
真壁雪乃（まかべ ゆきの）
演 - 堀田真由
「アルデバランリゾート」のホテル建設予定地とされる星ヶ浜上流の河川周辺の土地所有者。
真壁昭夫
演 - 宮崎吐夢
雪乃の父方の叔父。亡くなった雪乃の父が借金を背負っていたため、「アルデバランリゾート」に土地を売ることを勧める。
アユカケ
声 - 梶裕貴
ホテルの建設予定地とされる星ヶ浜上流の河川に生息するアユカケ。水質調査に訪れた海音に彼女にふられた愚痴を語る。

第4話
おばあさん
演 - 川越たまき
スーパーマーケットの客。落とした荷物を倫太郎に拾ってもらった。

第5話
ミズクラゲ
声 - 花澤香菜
星ヶ浜水族館のミズクラゲ。水族館で迷子になったゆりの行き先を海音に教える。
カニ
声 - 花澤香菜
星ヶ浜水族館のカニ。水族館で迷子になったゆりの行き先を海音に教える。
ゆりの母
演 - 小林恵里
星ヶ浜水族館で迷子になった娘・ゆりを探している。
ゆり
演 - 寺田藍月
星ヶ浜水族館で迷子になった幼い女の子。
堤誠一
演 - 越村友一（第6話）
「週刊ホリデー」の記者。論文を発表する海音の経歴について鴨居に確認する取材に現れ、取材を拒否する鴨居ともみ合いになり転倒、負傷したため、鴨居が警察に連行される。蓮田トラストに出入りしており、光太郎の差し金で海音について取材していた。

第6話
富浦ふみ
演 - 藤吉久美子（第8話）
富浦医院の院長。鴨居とは旧知の仲で、彼に付き添われた海音の筋力測定をする。マスコミに海音が追われた際、海音を病院に匿う。
大橋
演 - 若林久弥（第7話、第8話）
芝浦海洋大学の職員。鴨居に海音の経歴を証明する書類の提出を求める。
真田
演 - 山田明郷（第7話、第8話）
芝浦海洋大学の教授。鴨居に研究室の統廃合の対象に鴨井研究室が含まれていることを告げる。
片桐
演 - 永倉大輔
科学者。蓮田トラストで光太郎に海底資源開発の環境への影響はパラメータをいじればどうとでもなると説明する。
亀田君
声 - 緒方恵美
蓮田トラストで飼われているカメ。光太郎と片桐がデータ改ざんで海底資源の発掘を強引に進めようとしてることを海音に教える。
宅配員
演 - 大水洋介
鴨居研究室の椎木にタイ料理を宅配する。

第7話
高柳良一
演 - 堀部圭亮
週刊満潮編集長。光太郎に依頼され海音の経歴の真偽を調査し、公表している経歴が嘘であることを掴み、「たそがれTV」に生出演する海音に対して経歴や鴨居との血縁関係について問い詰め、海音の言う経歴は全て嘘であると生放送中に暴露する。
王
演 - 候偉（第8話・最終話）
香港の投資会社「ダニエル･カッパー」の幹部。蓮田トラストの株式を30％以上保有し、経営陣の刷新を唱え、新しい経営陣として榮太郎を取締役に推薦する。榮太郎が取締役会でS計画を提案した後、海底都市に巨大カジノを建設するよう命令する。
海音が訴えた海洋環境の保護のメッセージが世界的な支持を集めたことで蓮田トラストの株価が高騰し、想定外の株高で蓮田トラストの株を買い進めるための資金が足りず経営への影響力を強めることを断念する。

第8話
近藤
演 - 住田隆
芝浦海洋大学の教授会の出席者。経歴詐称で大学や関係者に迷惑をかけたことを教授会で謝罪する海音に、そもそもどうして星ヶ浜の海を守りたいのか質問し、一体何者なのかと問い詰める。
最終話
レミィ･ララ
演 - アリナ・カサノヴァ
世界的な歌手。海音が訴える海洋環境の保護に賛同するメッセージをYouTubeに投稿し、海音の海洋環境の保護の訴えが世界中から賞賛される影響を与える。

## スタッフ
- 脚本 - 徳尾浩司
- 演出 - 鈴木勇馬、岩本仁志、伊藤彰記
- 主題歌 - back number「怪盗」（ユニバーサルシグマ）[22]
- 音楽 - 菅野祐悟
- 海洋学術監修 - 風呂田利夫（東邦大学）、秋山信彦（東海大学）、日本海洋生物研究所
- デベロッパー監修 - 栗原知己（株式会社クオル）
- 水中撮影 - ジール、テール
- 水産協力 - AQUA LINK、海水魚専門店アットブルー
- チーフプロデューサー - 加藤正俊
- プロデューサー - 枝見洋子、畠山直人、鈴木香織（AX-ON)、山口雅俊（ヒント）
- 制作協力 - AX-ON
- 製作著作 - 日本テレビ

## 放送日程
| 話数                                                                       | 放送日  | ラテ欄                                                                         | 演出     | 視聴率 |
| -------------------------------------------------------------------------- | ------- | ------------------------------------------------------------------------------ | -------- | ------ |
| 第1話                                                                      | 4月14日 | 史上最強ラブコメ! 海を愛する女とツンデレ御曹司の運命の恋… 彼女のヒミツとは!?   | 鈴木勇馬 | 10.5%  |
| 第2話                                                                      | 4月21日 | 僕を助けた君は一体何者!? 敵対する二人の運命的な恋が始動!                       | 鈴木勇馬 | 08.9%  |
| 第3話                                                                      | 4月28日 | 彼女の過去が明らかに!? 加速する運命の恋にツンデレ炸裂! 新たな恋のライバル登場  | 鈴木勇馬 | 08.3%  |
| 第4話                                                                      | 5月05日 | 大波乱のWデートで突然のキス!? お互いに募る想い、膨らむ疑惑… そして衝撃の告白   | 岩本仁志 | 08.6%  |
| 第5話                                                                      | 5月12日 | 大人のファンタジーラブコメ第2章開幕! 二人の運命を結ぶ指輪 明かされる彼の過去   | 伊藤彰記 | 07.7%  |
| 第6話                                                                      | 5月19日 | 必ず君を守る… 彼女の秘密を共有した二人 愛の告白と覚悟のキス 禁じられた恋が加速 | 鈴木勇馬 | 07.6%  |
| 第7話                                                                      | 5月26日 | 君を離したくない! 初めての遊園地デート 愛し合う二人に別れが迫る! 彼女は海へ…   | 岩本仁志 | 07.4%  |
| 第8話                                                                      | 6月02日 | ラスト2話! 別れを決意した人魚と人間の恋の行方は!? 涙の公開告白… 君が大好きだ   | 伊藤彰記 | 08.2%  |
| 最終話                                                                     | 6月09日 | 別れは3日後 満月の夜に海へ帰る… 運命の恋、感動の結末 命がけの最後のキス        | 鈴木勇馬 | 08.1%  |
| 平均視聴率8.4%（視聴率はビデオリサーチ調べ、関東地区・世帯・リアルタイム） |         |                                                                                |          |        |
| 特別編                                                                     | 放送日  | タイトル                                                                       | 演出     | 視聴率 |
| 特別編                                                                     | 6月16日 | 恋はもっとDeepに - 運命の再会スペシャル -                                      | 鈴木勇馬 | 8.5%   |

## 映像ソフト
- 「恋はDeepに」Blu-ray、DVD BOX　発売日：2021年11月10日

## スピンオフドラマ
「恋はDeepに勉強中!」（こいはディープにべんきょうちゅう!）のタイトルで2021年5月5日の第4話放送後からHuluで配信。全3話。蓮田三兄弟の三男・榮太郎が主人公で、彼が同僚や研究室の人々から恋愛について学ぶ物語。

### キャスト（スピンオフドラマ）
- 蓮田榮太郎 - 渡邊圭祐（#1 - #3）
- 鶴川優作 - 藤森慎吾（#1 - #3）
- 染谷醍醐 - 高橋努（#2、#3）
- 山内可憐 - 筧美和子（#1 - #3）
- 椎木拓真 - 水澤紳吾（#2、#3）
- 風間みどり - 松熊つる松（#1 - #3）
- - 草野イニ（#1）
- 鴨居正 - 橋本じゅん（#2、#3）
- 蓮田光太郎 - 大谷亮平（#1、#2）

### スタッフ（スピンオフドラマ）
- 脚本 - 京相絵里子
- チーフプロデューサー 加藤正俊
- プロデューサー - 枝見洋子、畠山直人、鈴木香織（AX-ON）
- 演出 - 伊藤彰記
- 制作協力 - AX-ON
- 制作 - 日本テレビ

### 配信日程
| 話数  | 放送日  | サブタイトル                 |
| ----- | ------- | ---------------------------- |
| 第1話 | 5月05日 | 恋のドキドキ大作戦           |
| 第2話 | 5月12日 | 恋するサプライズの極意       |
| 第3話 | 5月19日 | 恋の緊急事態!どこからが浮気? |

## 配信コミック版
ドラマ本編第1話放送後の2021年4月15日午前0時よりドラマのコミック版が電子書籍サイト「Renta!」に登場し、毎週本編放送と連動して更新される。ドラマ本編では海音の視点で描かれているがコミック版では倫太郎の視点で描かれ、ドラマ本編では描かれなかったオリジナルエピソードも展開される。
コミック版配信に伴って、渡邊圭祐が演じる蓮田榮太郎が劇中の役柄そのままに出演する番組連動CMが制作され、ドラマ本編の第3話から最終回の放送時間内に放送される。

### スタッフ（配信コミック版）
- 原作 - 徳尾浩司
- 漫画原作 - カリン空
- 作画 - みずの晴